# Шпионки (фильм, 2003)
«Шпионки» (англ. D.E.B.S.) — короткометражный фильм 2003 года режиссёра Анжелы Робинсон.

## Сюжет
По всем школам ФБР проводит специальный тест для отбора девушек в специальное подразделение. Проверяемые показатели: хитрость, сексуальность, склонность ко лжи и способоность изворачиваться. Отобранными оказываются Эми (Алекс Брекенридж), Доминик (Шанти Лаури), Джанет (Джил Ричи) и Макс (Тэмми Линн Майклз). Им предстоит сражаться с беспощадной злодейкой Люси (Клэр Крамер).
Люси похищает Эми и команда отправляется на её спасение в секретное убежище Люси. Между тем, Эми и Люси — любовницы, и Люси вынуждена похищать Эми, чтобы иметь возможность заниматься с ней любовью.
Шпионки добираются до запертых дверей, за которыми слышны крики Эми. Они ломают дверь, думая, что Эми убивают. Но самом деле Эми кричит от наслаждения в постели с Люси. Девушки успевают быстро одеться, и Люси устраивает Эми побег, так, что никто из шпионок не догадался о их тайной связи. Перед расставанием они договариваются о новой встрече.

## В ролях
| В ролях           |  | Персонаж |
| ----------------- |  | -------- |
| Алекс Брекенридж  |  | Эми      |
| Клэр Крамер       |  | Люси     |
| Тэмми Линн Майклз |  | Макс     |
| Шанти Лаури       |  | Доминик  |
| Джил Ричи         |  | Джанет   |

## Награды
Фильм получил следующие награды:
| Награды                                                | Награды | Награды                                     | Награды                                              | Награды         |
| ------------------------------------------------------ | ------- | ------------------------------------------- | ---------------------------------------------------- | --------------- |
| Фестиваль / Премия                                     | Год     | Награда                                     | Категория                                            | Победитель      |
| Bearfest — Big Bear Lake International Film Festival   | 2003    | Приз жюри                                   | Лучший короткометражный фильм                        | Анжела Робинсон |
| Cleveland International Film Festival                  | 2003    | Best Women’s Short Film — Honorable Mention |                                                      | Анжела Робинсон |
| Dublin Gay & Lesbian Film Festival                     | 2003    | Приз зрительских симпатий                   | Лучший короткометражный фильм                        | Анжела Робинсон |
| L.A. Outfest                                           | 2003    | Приз зрительских симпатий                   | Outstanding Narrative Short Film                     | Анжела Робинсон |
| New York Lesbian and Gay Film Festival                 | 2003    | Лучший короткометражный фильм               |                                                      | Анжела Робинсон |
| Philadelphia International Gay & Lesbian Film Festival | 2003    | Приз жюри                                   | Лучший короткометражный фильм на лесбийскую тематику | Анжела Робинсон |
| PlanetOut Short Movie Awards                           | 2003    | Большой приз                                |                                                      | Анжела Робинсон |

D.E.B.S. расшифровывается как Discipline (дисциплина) Energy (энергия) Beauty (красота) Strength (сила).